# Rühstädt
Rühstädt ist eine Gemeinde im Landkreis Prignitz im nordwestlichen Brandenburg.

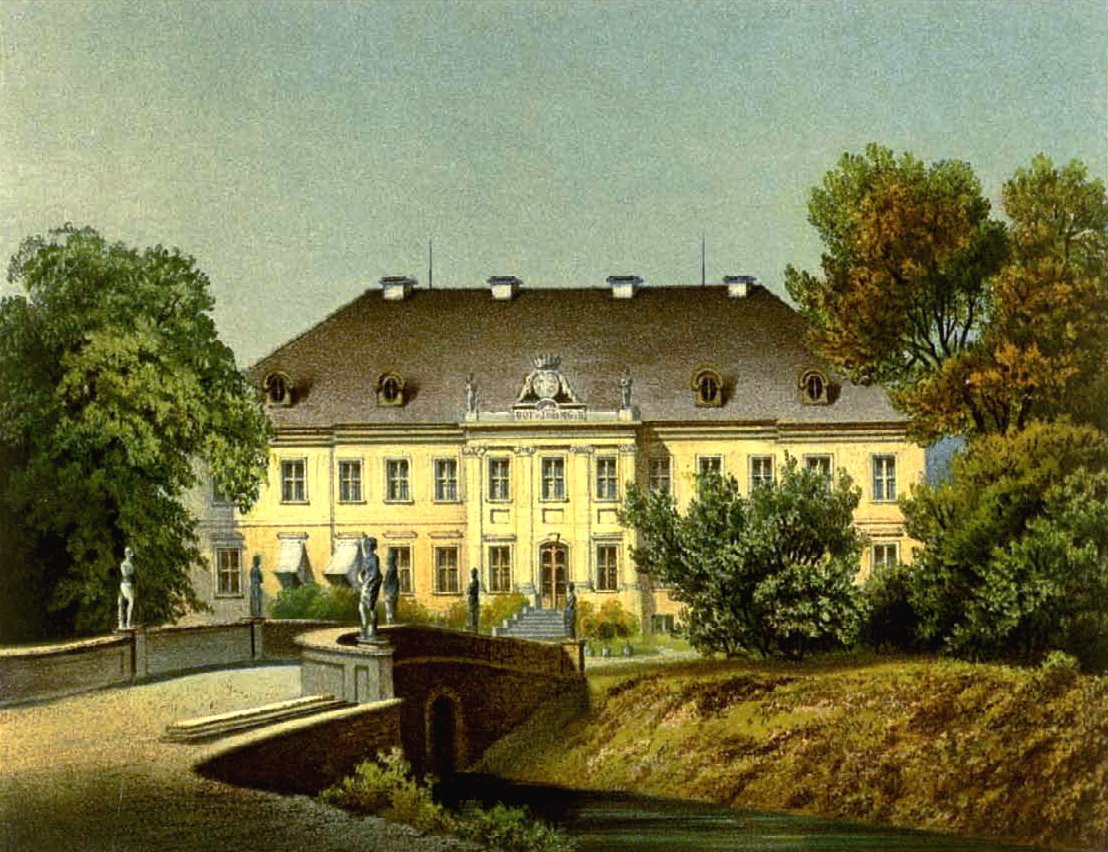
Schloss Rühstädt um 1859/60, Sammlung Alexander Duncker

## Geografie
Die Gemeinde Rühstädt liegt im nordwestlichen Brandenburg in der Prignitz, circa zwölf Kilometer südöstlich der Stadt Wittenberge, etwa zehn Kilometer von der Mündung der Havel in die Elbe entfernt. Das Dorf Rühstädt selbst hat circa 240 Einwohner. Die Gemeinde ist Teil des Amtes Bad Wilsnack/Weisen.

## Gemeindegliederung
Zur Gemeinde Rühstädt gehören die bewohnten Gemeindeteile
- Abbendorf
- Bälow
- Gnevsdorf

und die Wohnplätze Ronien, Sandkrug und Ziegelei.

## Geschichte
Der Name des Dorfes Rühstädt geht vermutlich auf das Wort Ruhestätte zurück und hängt damit zusammen, dass sich in der Krypta der Dorfkirche die letzte Ruhestätte der alten märkischen Ritterfamilie derer von Quitzow befindet, die im Spätmittelalter eine wichtige Rolle in der Geschichte der Mark Brandenburg spielte.
Das Dorf lag früher im Burgbezirk von Nitzow des Bistums Havelberg. 1384 wurden die Herren von Quitzow damit vom Bischof von Havelberg Dietrich II. von Man belehnt. Die Quitzows besaßen bis 1719 die Burg und das Dorf mit der dazugehörigen Elbfähre.
Die alte, aus Backstein erbaute Kirche, deren Kern aus der Mitte des 15. Jahrhunderts stammt, wurde im 18. Jahrhundert von Friedrich Wilhelm von Grumbkow im Barockstil umgestaltet und war seither bis um 1890 außen weiß getüncht.
Am 6./7. März 1830 wurden Abbendorf, Gnevsdorf und Rühstädt nach mehreren Dammbrüchen völlig überschwemmt. Die Dammbrüche wurden durch Eisgang und Eisstau auf der Elbe verursacht. Die Schäden waren beträchtlich.
Der Rittersitz im Fährdorf Rühstädt befand sich ursprünglich im Besitz der Familie von Stendal. 1384 wurde die Familie von Quitzow erstmals urkundlich als hier erbgesessen erwähnt; später etablierte sie hier auch einen adligen Wohnhof. Die Quitzows waren in Rühstädt, Bälow und Gnevsdorf Lehnsträger des Havelberger Bischofs und errichteten 1552 auf einer künstlich angelegten rechteckigen Insel vis-à-vis der Kirche ein durch einen Wall und nassen Graben geschütztes neues Schloss im Stil der Renaissance mit einem hohen Treppenturm.
Der letzte Quitzow-Spross aus der Rühstädter Linie, Cuno Hartwig von Quitzow, überließ Rühstädt 1714/15 dem königlichen Oberstkämmerer und Generaladjudanten Maximilian August von Köppen. Nachdem der bereits 1719 ohne Erben gestorben war, belieh der preußische König Friedrich Wilhelm I. Friedrich Wilhelm von Grumbkow mit Rühstädt. 1709 zum Generalmajor befördert, wurde er 1723 Vizepräsident des Generaldirektoriums und gehörte auch dem berühmten Tabakskollegium des Soldatenkönigs an. 1737 erfolgte seine Ernennung zum Generalfeldmarschall. Zur Erinnerung an die Belehnung mit Rühstädt ließ er um 1720 einen zehn Meter hohen Sandsteinobelisken am westlichen Ende des Schlossparks errichten. Das alte ruinöse Schloss ließ er abreißen und durch eine symmetrische eingeschossige Dreiflügelanlage ersetzen.

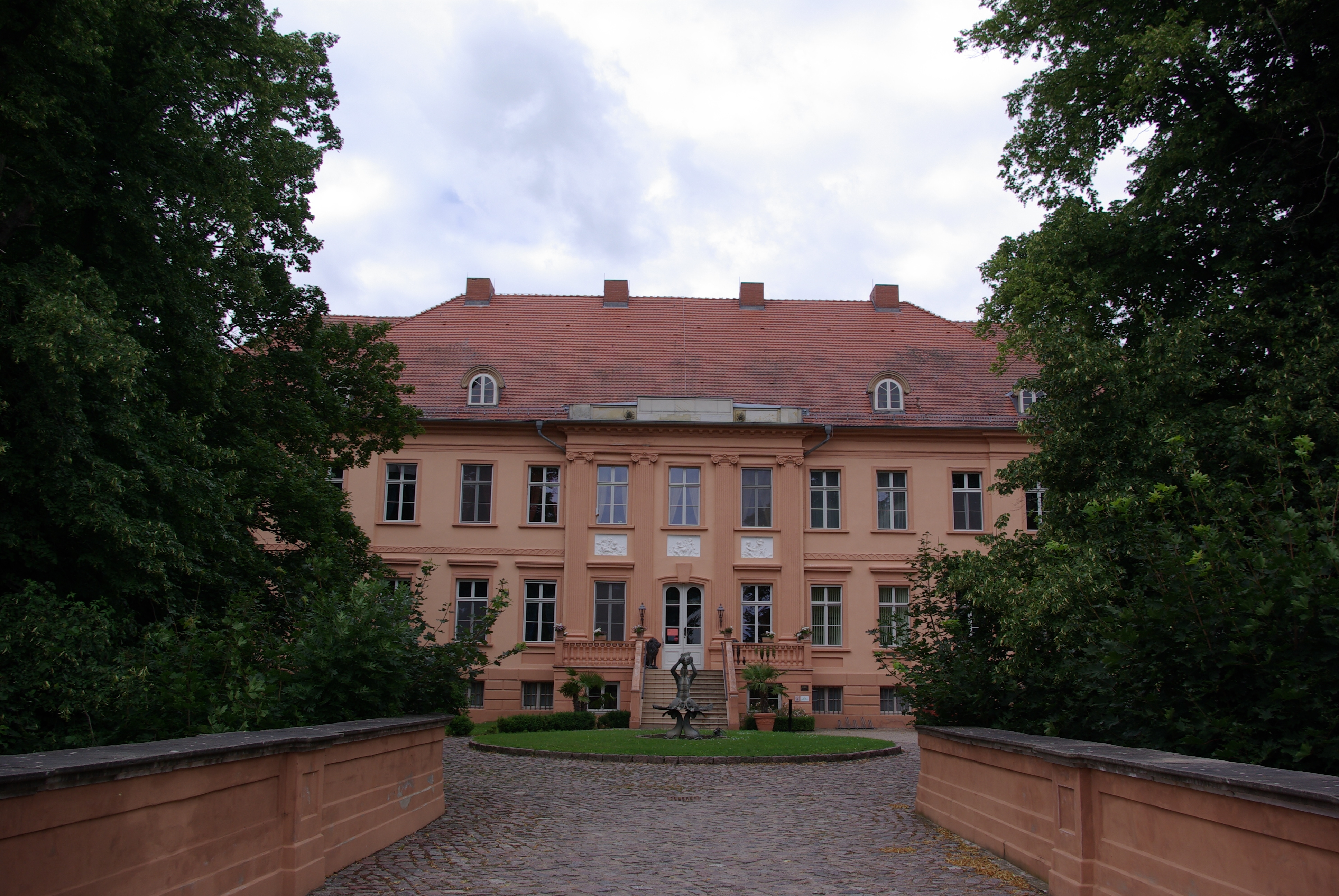
Schloss Rühstädt, 2011

Die Erben des Ministers von Grumbkow konnten Rühstädt nicht halten, und so erwarb 1780 Magdalene von Jagow, geb. von Bismarck (1743–1802), das Gut und baute gemeinsam mit ihrem Mann, Georg Otto Friedrich von Jagow (1742–1810), auf der Stelle des 1780 abgebrannten Grumbkow-Schlosses bis 1782 das noch heute stehende einflügelige spätbarocke Schloss neu auf. Allein der Wassergraben blieb als dekoratives Element erhalten und wurde mit einer prächtigen figurengeschmückten Brücke überspannt. Erst 1823 wurde mit der Umgestaltung des barocken Lustgartens in einen Landschaftspark der Wassergraben auf der Gartenseite des Schlosses verfüllt, 1856 erfolgte der Bau der die gesamte Gartenfront des Schlosses beherrschenden Terrasse. 1911 wurde das Schloss durch einen Anbau am Südgiebel erweitert, 1991 wurde ein entsprechender Anbau auf der Nordseite ausgeführt.
Der letzte adlige Besitzer, Carl von Jagow (1882–1955), musste im Oktober 1945 Rühstädt mit seiner Familie zwangsweise verlassen, nachdem er noch die Wirtschaft und die Erntearbeiten bis September leiten durfte und der Besitz im Zuge der Bodenreform entschädigungslos enteignet worden war. Schloss und Gut wurden geplündert, so dass nahezu das gesamte Inventar sowie Archiv und Bibliothek verloren gingen. Die barocken Brückenfiguren wurden in den Graben gestoßen und zerstört, ebenso das Allianzwappen und die beiden Attikafiguren vom Mittelrisalit des Schlosses.
Laut dem 1929 letztmals amtlich publizierten Landwirtschaftlich Adressbuch der Provinz Brandenburg gab es neben dem Großgrundbesitz in Rühstädt noch die Bauernhöfe von Ernst Ploigt, Wilhelm Schwarz, August Stettin, Gustav und Moritz sowie Otto Winter, und Hermann Zabel. Die Betriebsgröße umfasste zwischen 20 und 40 ha, im Mittelwert 30 ha.
Nach Kriegsende wurde das Schloss von Vertriebenen aus den deutschen Ostgebieten bewohnt, bevor dann schließlich ein Altenpflegeheim des Kreises Westprignitz einzog. Auch der Park, obwohl ungepflegt, blieb erhalten, ebenso der Obelisk, von dem nur die Wappen und die Inschriften abgeschlagen worden waren. Ein Großteil der Gutsgebäude wurde abgebrochen. Dadurch ging die weiträumige Hofanlage größtenteils verloren. Im Laufe der Jahre ist auch der Wassergraben vor dem Schloss verfüllt worden. Dennoch stellte man Schloss und Park 1977 unter Denkmalschutz. Nach 1990 begannen Landkreis und Gemeinde mit der Instandsetzung des Schlosses und der Parkanlage. 1998 zog schließlich das Altenheim aus, und das Schloss wurde 2000 verkauft. Der neue Eigentümer sanierte es grundlegend. Seit 2002 wird es als Hotel betrieben.

### Gutsanlage
Nach dem 1782 von J. Wichmann gezeichneten Plan der Schloss- und Gutsanlage bestand diese damals aus einer ganzen Reihe von massiven Gebäuden, die den geräumigen Gutshof im Rechteck umschlossen: Amtshaus, Brauhaus, Reit- und Viehstall, Holländerhaus, Back- und Taubenhaus sowie einer Scheune. Der Zugang zur Schlossinsel, gleichzeitig mit dem Schlossbau 1782 angelegt, führte über eine steinerne prächtige Bogenbrücke aus verputztem Ziegelmauerwerk. Die Brückenwangen, ehemals mit Sandsteinabdeckungen und geschwungenen Abschlüssen, hatten eine Höhe von 1,30 Metern. Sie waren mit Pilastern gegliedert, die als Postamente für ursprünglich acht Sandsteinfiguren griechischer Götter dienten. Die Brücke überspannt den Graben im Bogen und liegt in der Mittelachse des Schlosses. Sie wurde 1991 unvorteilhaft überarbeitet, wobei die Sandsteinabdeckungen beseitigt wurden. Die Zufahrt ist mit Naturstein gepflastert. Auch auf der Parkseite gab es eine Brücke, die den Zugang zum Lustgarten erschloss, deren Aussehen aber unbekannt ist.
In der ersten Hälfte des 19. Jahrhunderts erfuhr der Gutshof unter Friedrich von Jagow wesentliche Erweiterungen und Veränderungen, was mit den Dienstablösungen und der Umstrukturierung der Landwirtschaft zusammenhing. So entstanden beispielsweise am Eingang zur Gutsanlage – längs der Dorfstraße gegenüber der Kirche – mehrere große aneinandergereihte Backsteinbauten, die den Schafstall und die Scheune enthielten und in Resten noch heute vorhanden sind. In den 1880er Jahren, das Rittergut Rühstädt ohne Nebengelass war 463 ha groß, kamen unter Carl von Jagow weitere große Gebäude in der für die Zeit typischen Backsteinarchitektur mit Schieferdächern auf dem Gutshof und im Dorf hinzu: ein großer Pferdestall mit Speicherböden, ein langgestreckter großer Rinderstall am Küchengarten, eine neue Orangerie nördlich vom Schloss, ein Eiskeller im Park, ein Schweinestall am südlichen Hofende, mehrere Tagelöhnerhäuser, der Wasserturm im Küchengarten, ein neues Pfarrhaus und die Küsterei. Viele dieser Gebäude wurden nach 1945 abgerissen. Um 1914 umfasste Rittergut Rühstädt mit Gut Friedrichswalde sowie Rittergut Quitzobel und Anteile in der preußischen Provinz Sachsen etwa 2462 ha. Eigentümer war Günther von Jagow, seines Zeichens ebenso wie die Vorfahren Erbjägermeister der Kurmark Brandenburg. Kurz vor der großen Wirtschaftskrise, 1929, besaß Otto von Jagow über 2400 ha. Verwalter waren Förster Bloetz und Inspekteur Dröge. Vor Ausbruch des Zweiten Weltkrieges umfasste das Gut Rühstädt die Betriebe Rühstädt mit 380 ha, Quitzöbel mit 290 ha und die Friedrichswalder Forst mit 1500 ha.
In Rühstädt lag der Schwerpunkt auf der Milch- und Fleischproduktion, für die Weidehaltung der Rinder standen ausgedehnte Flächen des Elb-Werders zur Verfügung. Gezüchtet wurde ausschließlich schwarzbuntes Herdbuchvieh, die Bullen wurden in Ostfriesland gekauft. Die ca. 200 Schafe wurden auf den Elbdeichen gehütet. Vor der Mechanisierung waren 24 Pferde zur Bewirtschaftung des Gutes erforderlich, dazu kamen vier Kutsch- und ein bis zwei Reitpferde. In Quitzöbel wurden vorwiegend Jungrinder aufgezogen. Daneben hatte es besonders viel Wald, insbesondere junge Eichenbestände. Friedrichswalde war ausschließlich ein Forstgut und bestand aus fast reinem Kiefernforst, der von zwei Förstern betreut wurde. Die Zahl der in Rühstädt ganzjährig beschäftigten männlichen Arbeitskräfte betrug vor dem Zweiten Weltkrieg ca. 23, vom Inspektor über den Rechnungsführer, Schweizer, Schäfer, Kutscher und Förster bis zum einfachen Tagelöhner. In der Saison kamen 12–15 Frauen dazu. Für den Schlosshaushalt waren zehn Personen erforderlich: ein Diener, ein Kutscher, eine Köchin, eine Jungfer, zwei Küchen-Gehilfinnen, zwei Dienstmädchen und zwei Gärtner.

### Schlosspark
Mit der Übernahme von Rühstädt durch Friedrich Wilhelm von Grumbkow wurde Anfang des 18. Jahrhunderts auch der bescheidene Renaissance-Garten des 16. Jahrhunderts neu gestaltet. Diesen „verschönerte und bereicherte er durch mancherlei Anlagen, seltene Bäume, Laubengänge, Spalier und anderes Obst.“ An das westliche Ende des Parks ließ von Grumbkow als Point de vue in die Mittelachse einen zehn Meter hohen Sandsteinobelisken setzen. Den Sockel zierten ursprünglich vier Grumbkowsche Wappen, außerdem gab es vergoldete Inschriften an drei Seiten und der Obelisk war von einem weißen Gitter mit gelben Spitzen umgeben. 1881 wurde hier zuletzt eine Restaurierung durchgeführt.
Mit dem Neubau des Schlosses 1782 unter Georg Otto Friedrich von Jagow kam es schließlich zur Neuprojektierung des Parkes, die J. Wichmann übernahm. Dieser Lustgarten war noch ganz im Stil französischer Barockanlagen gestaltet: Zu beiden Seiten der Hauptachse des Parterres lagen mehrere Kompartimente, die durch eine große Querachse, an deren nördlichen Ende eine Orangerie („Orangen-Saal“) stand, gebildet wurden. Seitlich schlossen sich Heckenquartiere, Laubengänge (Hainbuchen), Bosketts und Partien für die Orangerie an. Die vier zentralen Kompartimente besaßen Rasenstücke mit schmalen Kieswegen und Bordürenrabatten und wurden von schmalen Rasenstreifen mit phantasievoll geschnittenen Formbäumchen (Buchs, Eibe, Fichte) eingefasst. Am nordwestlichen Ende des Parterres gab es einen Gartenpavillon, ein rundes „Lusthaus“. Südlich des Schlosses, auch außerhalb des Grabens, lag der Küchengarten, der gleichfalls in symmetrische Kompartimente aufgeteilt war. Eingefasst von Baumpflanzungen lagen hier die Obst- und Gemüsebeete, deren Flächen noch heute beim Wasserturm zu sehen sind. Der im 16. Jahrhundert angelegte Wassergraben, der ursprünglich Verteidigungszwecken gedient hatte, wurde, wie schon zu Grumbkows Zeiten, als dekoratives Element beibehalten.
1823 ließ Friedrich von Jagow den barocken Garten in einen Landschaftspark umgestalten. In diesem Zusammenhang wurde der Schlossgraben an der Parkseite verfüllt, um Raum für den Pleasureground zu gewinnen. Das Urmesstischblatt aus dem Jahre 1843 zeigt bereits diesen Zustand. Außerdem wurde das barocke regelmäßige Achsensystem aufgelöst und der Gartenraum verselbständigt. Allein die Hauptachse zum Obelisk sowie die parallel dazu geführte Achse zum Eiskellerberg, die ursprünglich als Laubengang ausgebildet war, wurden beibehalten. Die Mittelachse, die hinter dem Pleasureground begann, war anfangs von Kastanien und nach 1926 von Linden eingefasst. Neue Gehölzgruppen, u. a. Wellingtonie, Lärche, Buche, Platane, Akazie, Eibe, Lebens- und Mammutbaum fanden Aufnahme im Park und in die weite Elbniederung wurden Sichtachsen angelegt. Elegant geschwungene Kieswege um Teich und Parkgrenzen erschlossen nun das Gelände. Der Teich, der sich an die südliche Langseite des barocken Lustgartens anschloss, war nun mit dem dahinter liegenden Wiesenstück in die Gesamtgestaltung einbezogen und seine baumbestandenen Ufer zur wirkungsvollen Kulisse gestaltet.
Carl von Jagow legte nach dem frühen Tod seiner ersten Frau, Louise von Gayl, 1863–1865 am südwestlichen Parkende einen Begräbnisplatz für die Familie anlegen. Er liegt in der Blickachse zur weißen Brücke am Schloss und jenseits des Teiches. Eine Backsteinmauer umgibt die Anlage und eine apsisartige Altarnische mit Kruzifix wird von zwei Gipsreliefs nach Bertel Thorwaldsen eingefasst.

### Verwaltungsgeschichte
Rühstädt gehörte seit 1817 zum Kreis Westprignitz in der Provinz Brandenburg und ab 1952 zum Kreis Perleberg im DDR-Bezirk Schwerin. Seit 1993 liegt Rühstädt im brandenburgischen Landkreis Prignitz.

### Eingemeindungen
Gnevsdorf wurde am 1. Juli 1950 in Rühstädt eingemeindet, Abbendorf und Bälow 1974.

## Bevölkerungsentwicklung
| Jahr | Einwohner |
| ---- | --------- |
| 1875 | 498       |
| 1890 | 496       |
| 1910 | 457       |
| 1925 | 441       |
| 1933 | 403       |
| 1939 | 355       |

| Jahr | Einwohner |
| ---- | --------- |
| 1946 | 612       |
| 1950 | 837       |
| 1964 | 602       |
| 1971 | 592       |
| 1981 | 762       |
| 1985 | 702       |

| Jahr | Einwohner |
| ---- | --------- |
| 1990 | 663       |
| 1995 | 619       |
| 2000 | 601       |
| 2005 | 582       |
| 2010 | 565       |
| 2015 | 461       |

| Jahr | Einwohner |
| ---- | --------- |
| 2020 | 454       |
| 2021 | 463       |
| 2022 | 482       |
| 2023 | 478       |
| 2024 | 473       |

Gebietsstand des jeweiligen Jahres, Einwohnerzahl: Stand 31. Dezember (ab 1991), ab 2011 auf Basis des Zensus 2011

## Politik

### Gemeindevertretung
Die Gemeindevertretung von Rühstädt besteht aus acht Gemeindevertretern und der ehrenamtlichen Bürgermeisterin. Die Kommunalwahl am 26. Mai 2019 führte zu folgendem Ergebnis:
| Partei    | Stimmenanteil | Sitze |
| --------- | ------------- | ----- |
| CDU       | 64,4 %        | 5     |
| Die Linke | 26,3 %        | 2     |
| SPD       | 09,3 %        | 1     |

### Bürgermeister
- 1998–2014: Jürgen Herper (CDU)[13]
- seit 2014: Heike Warnke (CDU)[14]

Warnke wurde in der Bürgermeisterwahl am 26. Mai 2019 ohne Gegenkandidat mit 90,0 % der gültigen Stimmen für eine Amtszeit von fünf Jahren gewählt.
Warnke wurde in der Bürgermeisterwahl am 9. Juni 2024 ohne Gegenkandidat mit 87,5 % der gültigen Stimmen für eine Amtszeit von fünf Jahren  wiedergewählt.

## Sehenswürdigkeiten
Die Liste der Baudenkmale in Rühstädt führt alle Denkmale des Landes Brandenburg in diesem Ort auf.

### Bauwerke

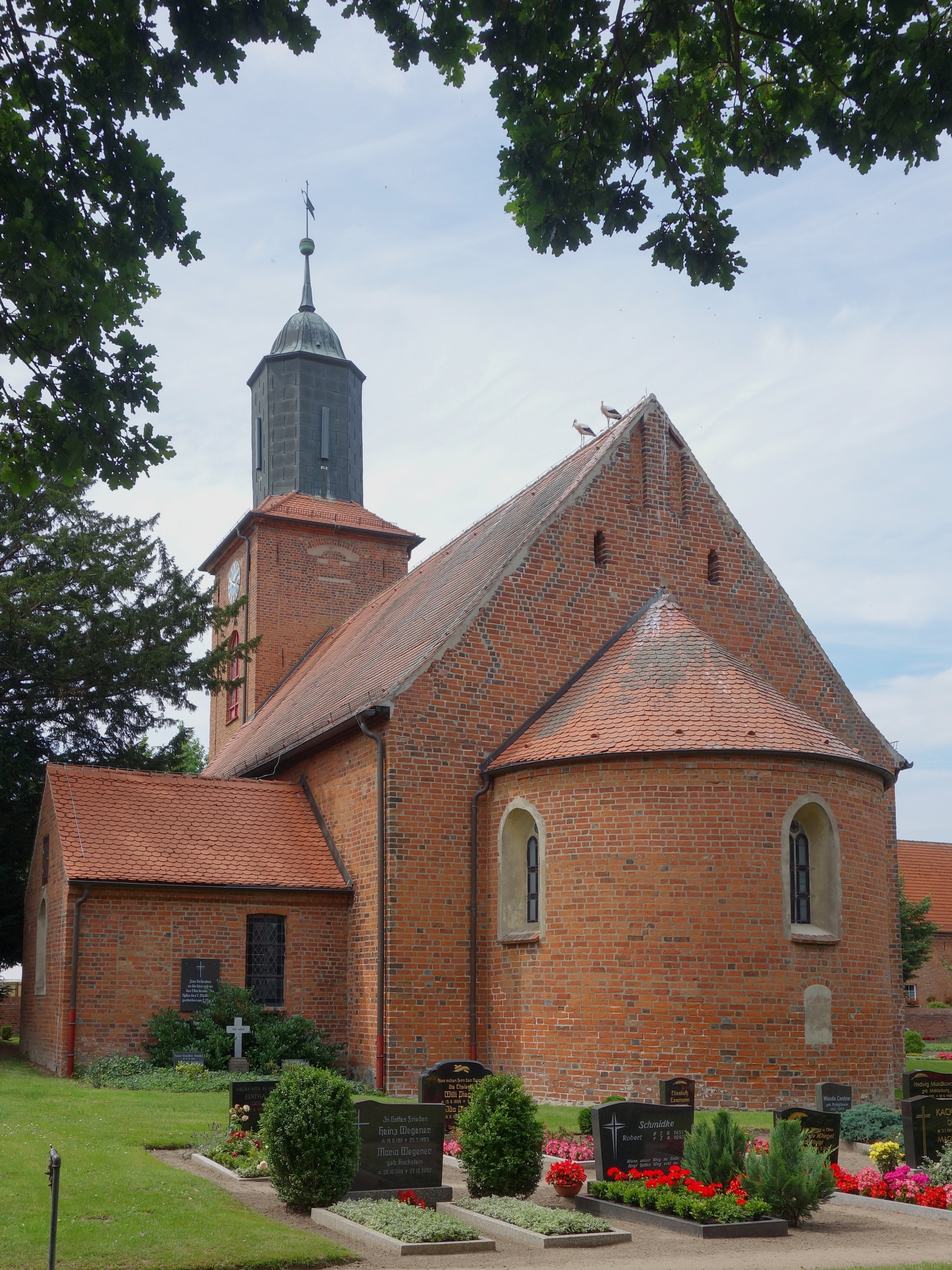
Dorfkirche – Ansicht von Osten

- Alter Wasserturm, 1883 erbaut, versorgte den Gutshof, den Küchengarten und das Schloss mit Wasser. Heute ist er ein Wahrzeichen Rühstädts, nachdem er 1991 mit Hilfe des Otto-Versands restauriert werden konnte.
- Barockes Schloss, 2002 zum Hotel umgebaut
- Evangelische Dorfkirche aus dem späten 15. Jahrhundert, 1662 erneuert. In der Kirche steht eine 1738 von Joachim Wagner erbaute Orgel,[18] von der das Gehäuse und einige Register erhalten sind, der Rest wurde 2005 von Orgelbau Waltershausen rekonstruiert.
- Besucherzentrum von NABU und Naturwacht Brandenburg

### Geschichtsdenkmale
Am Ortsausgang von Abbendorf Richtung Rühstädt steht seit 1977 ein Denkmal für 200 Häftlinge, die im Außenlager Abbendorf des Zuchthauses Brandenburg-Görden zwischen 1937 und 1940 Zwangsarbeit verrichten mussten.

### Grabdenkmale
Vom spätmittelalterlichen Kirchenbau (um 1455) haben sich in der Apsiskuppel die Reste einer bedeutenden spätgotischen Freskomalerei mit einer Weltgerichtsdarstellung und Wappen (v. Quitzow/v. d. Schulenburg) erhalten. Nach ihrer zufälligen Freilegung beim Abputzen der Apsis im Mai und Juni 1890 wurden die Fresken von dem Maler August Olbers (geb. 1860) restauriert, der dazu von der königlichen Regierung beauftragt wurde. Auch der Schnitzaltar ist erhalten, er stammt vom Anfang des 15. Jahrhunderts und zeigt im Schrein eine Marienkrönung mit Petrus und Paulus und in den Flügeln Johannes den Täufer und den Heiligen Georg sowie eine Verkündigung. Auch auf den Flügelaußenseiten ist die Verkündigung Mariä dargestellt.
Neben diesen Kunstdenkmalen sind die sehenswerten Grabdenkmale der Patronatsfamilien von Quitzow und von Jagow in der Kirche erhalten. Bedeutend sind vor allem die rechts und links neben der Apsis stehenden Epitaphe aus Sand- und Kalkstein, rechts für den Hauptmann der Prignitz und kaiserlichen Feldmarschall Dietrich VIII. von Quitzow (1515–1569), der als überlebensgroße Gestalt in voller Rüstung in einer rundbogigen Nische steht, die von reichem Wappenschmuck eingefasst ist. Die Bekrönung zeigt ein Relief mit Christus und der Siegesfahne, den Sockel ziert eine Inschrift in Rollwerkrahmung. Links befindet sich das Epitaph für Dietrich X. von Quitzow, der am 25. Oktober 1593 von plündernden Landsknechten in Legde erschlagen wurde, ebenfalls in Rüstung und in einer Nische stehend. Die Nische wird von reich ornamentierten korinthischen Säulen mit Gebälk und von figürlich allegorischem Beiwerk gerahmt, über dem Gebälk erhebt sich ein Auferstehungsrelief. An die Bluttat erinnert in Legde ein auch von Theodor Fontane im Band Fünf Schlösser seiner Wanderungen durch die Mark Brandenburg beschriebenes Monument in ganz ähnlicher Komposition aus Kalkstein, der sogenannte Quitzowstein.
Bemerkenswert ist auch das Wandgrab für Thomas Günther von Jagow (1703–1777). 1788 datiert, ist es ein schöner klassizistischer Säulenaufbau in Form einer antiken Tempelfassade mit trauernden Putten, dem Bildnis und dem Wappen des verstorbenen über dem Gebälk. Der Berliner Bildhauer Friedrich Drake schuf 1842 das Relief aus schlesischem Marmor mit Mutter und Kind als Denkmal für die jung verstorbene Berta von der Schulenburg, geb. von Jagow (1813–1835). Es zählt neben dem Grabmonument für den 1794 verstorbenen Grafen H. c. A. M. von Blumenthal von Johann Gottfried Schadow in der Kapelle in Horst (bei Kyritz) zu den Hauptwerken der Berliner Bildhauerschule des Klassizismus in der Prignitz. Der Bildhauer Karl Friedrich Wichmann schuf 1827 die Büste von Georg Otto Friedrich von Jagow, die ihn in antikem Gewand zeigt und seinem Antlitz fast caesarische Züge verleiht. Die Büste für Friedrich von Jagow modellierte 1856 der Bildhauer Karl Cauer. Die Berliner Bildhauerin Anna von Kahle schuf 1889 das Grabdenkmal des Erbjägermeisters Carl von Jagow-Rühstädt (1818–1888).

## Storchendorf Rühstädt

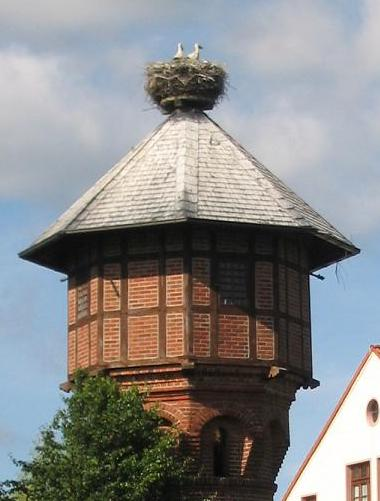
Rühstädter Wasserturm mit Storchennest

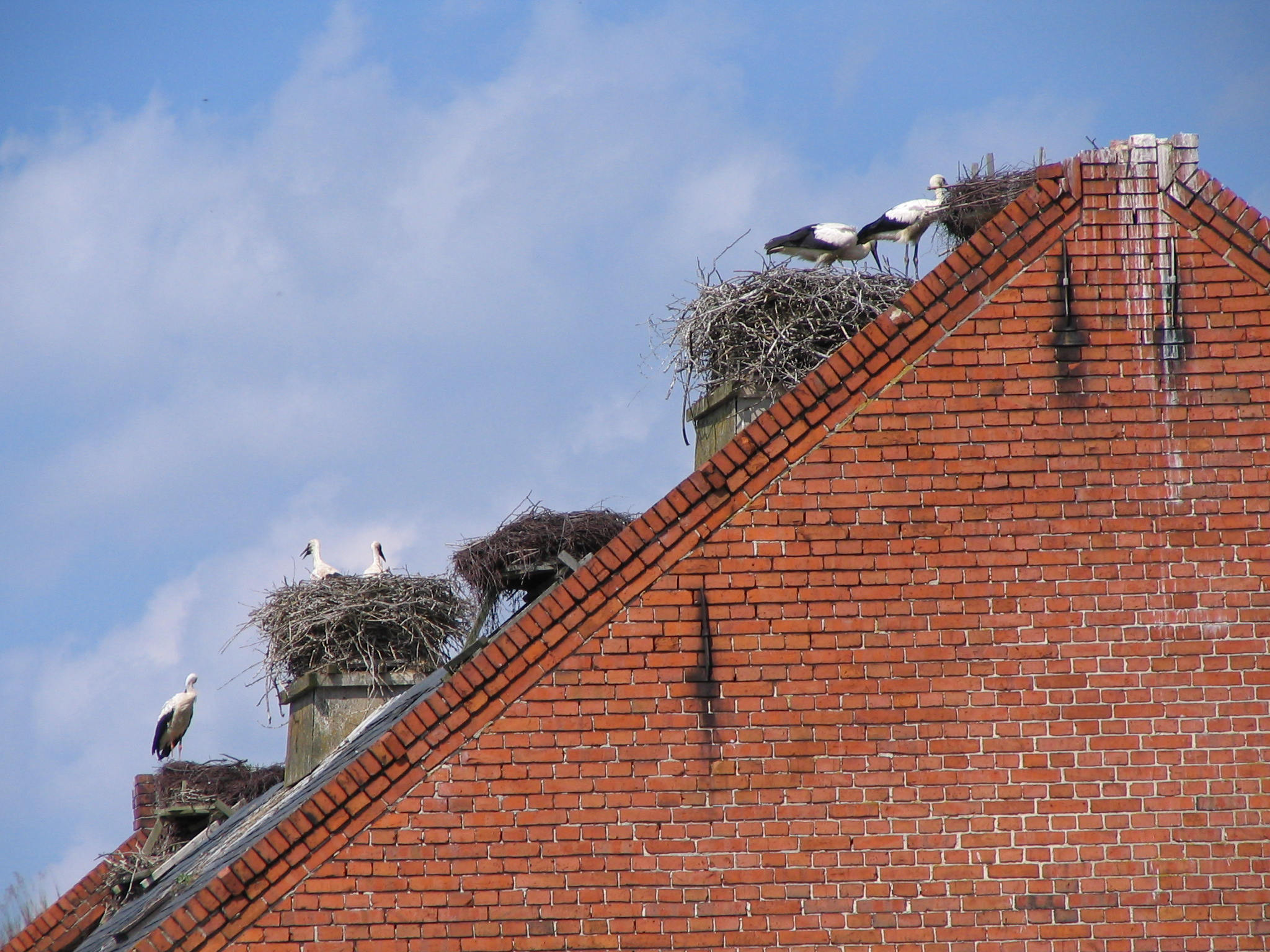
Scheunendach mit Storchennestern

Rühstädt ist das storchenreichste Dorf Deutschlands. In manchen Jahren brüten dort bis zu 40 Storchenpaare; hinzu kommen noch zahlreiche einzelne Störche.
Bereits in den 1970er Jahren wurde begonnen, mit Hilfe von Nisthilfen den durch reich ausgestattete Futterplätze an den Elb- und Havelauen begünstigten natürlichen Storchenreichtum zu unterstützen. Teilweise sind bis zu fünf Storchennester auf einem Dach zu sehen.
1996 bekam Rühstädt von der Stiftung Europäisches Naturerbe den Titel „Europäisches Storchendorf“ verliehen. Im selben Jahr nisteten hier sogar 44 Storchenpaare. Für jedes Nest wurden Informationstafeln angebracht, die darüber informieren, wann die einzelnen Störche jeweils aus ihrem Winterquartier eingetroffen oder dann auch wieder abgeflogen sind, sowie wie viel Nachwuchs jeweils großgezogen wurde. Die Gemeinde verlegte die meisten Überlandstromleitungen unterirdisch, um die Gefahren für die Störche zu verringern. Regelmäßige Wiesenmähungen sorgen für ausreichend Nahrung an Kleintieren, Insekten und Regenwürmern.
Das Land Brandenburg errichtete am Ortsrand nahe der Elbe ein Besucherzentrum aus dem regionaltypischen roten Backstein. Das Zentrum wird vom Naturschutzbund Deutschland (NABU), der in seinem Wappen einen Storch abbildet, und der Naturwacht Brandenburg betrieben. Neben den Ausstellungen können die Besucher im Frühling und Sommer auch die Brutpflege und das Revierverhalten der Störche aus nächster Nähe mit Hilfe von Kameras beobachten.
Spätestens seit dem offiziellen Titel besuchen an den Wochenenden zwischen April, wenn die Störche einfliegen, und Ende August bei ihrem Abflug, zwischen 55.000 und 65.000 Touristen den Ort. Der Störchereichtum ist damit auch ein Wirtschaftsfaktor: Etwa 130 Arbeitsplätze in Gastronomie und Hotellerie sind am Besucherinteresse ausgerichtet.

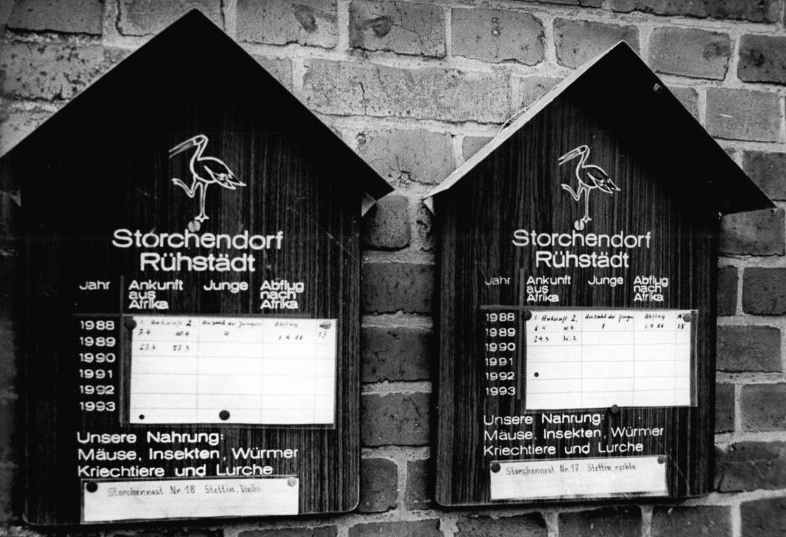
Dokumentationstafeln zu den Storchen (1989)

| Jahr | Storchenpaare | Jungvögel |
| ---- | ------------- | --------- |
| 1970 | 7             | 9         |
| 1980 | 16            | 24        |
| 1990 | 26            | 56        |
| 2000 | 39            | 71        |
| 2010 | 34            | 54        |
| 2011 | 33            | 53        |
| 2012 | 32            | 54        |
| 2013 | 34            | 72        |
| 2014 | 38            | 53        |
| 2015 | 33            | 51        |
| 2016 | 30            | 32        |
| 2017 | 32            | 46        |
| 2018 | 29            | 30        |
| 2019 | 26            | 32        |

## Verkehr
Rühstädt liegt an der Kreisstraße K 7005 zwischen Klein Lüben, einem Gemeindeteil von Bad Wilsnack, und Legde.

## Persönlichkeiten
- Karl von Jagow (1818–1888), Rittergutsbesitzer und Politiker, in Rühstädt geboren

## Film
- Unter Störchen – Ein Dorf im Vogelfieber. Dokumentarfilm, Deutschland, 2014, 43:15 Min., Buch und Regie: Herbert Ostwald, Produktion: Marco Polo Film, arte, ZDF, Erstsendung: 1. April 2015 bei arte (Inhaltsangabe)